# Facundo Chapur
Facundo Javier Chapur (Córdoba, Provincia de Córdoba, Argentina; 22 de diciembre de 1993) es un piloto de automovilismo argentino. Corrió en varias categorías, destacándose en la actualidad en Turismo Nacional.

## Resumen de carrera
| Temporada | Categoría                        | Equipo                                  | Carreras     | Victorias    | Poles        | VR           | Podios       | Puntos       | Pos.         |
| --------- | -------------------------------- | --------------------------------------- | ------------ | ------------ | ------------ | ------------ | ------------ | ------------ | ------------ |
| 2010      | Turismo Nacional Clase 2         | DG Motorsport                           | 11           | 0            | 0            | 0            | 0            | 84           | 17.º         |
| 2011      | Turismo Nacional Clase 2         | DG Motorsport                           | 11           | 2            | 3            | 3            | 3            | 185          | 5.º          |
| 2012      | Turismo Nacional Clase 2         | DG Motorsport                           | 14           | 4            | 3            | 2            | 4            | 253          | 1.º          |
| 2013      | Turismo Nacional Clase 3         | Vittal G Racing Car                     | 12           | 1            | 0            | 0            | 5            | 237          | 1.º          |
| 2013      | TC 2000                          | JM Motorsport                           | 2            | 0            | 0            | 0            | 0            | 10           | 22.º         |
| 2013      | Súper TC 2000                    | Escudería FE                            | 11           | 0            | 0            | 0            | 4            | 21           | 19.º         |
| 2014      | Turismo Nacional Clase 3         | Vittal G Racing Car                     | 12           | 1            | 3            | 1            | 3            | 234          | 2.º          |
| 2014      | Súper TC 2000                    | FE Peugeot Junior Èquipe                | 12           | 0            | 0            | 0            | 0            | 64           | 17.º         |
| 2015      | Turismo Nacional Clase 3         | Team Peugeot Total Argentina            | 12           | 1            | 0            | 1            | 4            | 246          | 1.º          |
| 2015      | Súper TC 2000                    | Equipo Fiat Petronas                    | 13           | 0            | 1            | 1            | 2            | 141,5        | 7.º          |
| 2016      | Turismo Nacional Clase 3         | Team Peugeot Total Argentina            | 11           | 0            | 1            | 1            | 2            | 139          | 12.º         |
| 2016      | Súper TC 2000                    | Team Peugeot Total Argentina            | 13           | 0            | 0            | 0            | 2            | 83           | 14.º         |
| 2016      | TC 2000                          | DTA                                     | 1            | 0            | 0            | 0            | 0            | -            | -            |
| 2017      | Turismo Nacional Clase 3         | Team Peugeot Total Argentina            | 11           | 1            | 0            | 0            | 1            | 108,5        | 16.º         |
| 2017      | Súper TC 2000                    | Team Peugeot Total Argentina            | 14           | 1            | 0            | 0            | 2            | 133,5        | 8.º          |
| 2017      | TC 2000                          | DTA Racing                              | 1            | 0            | 0            | 0            | 0            | -            | -            |
| 2018      | Turismo Nacional Clase 3         | Citroën Total GC Racing                 | 12           | 0            | 1            | 0            | 3            | 248,5        | 2.º          |
| 2018      | Súper TC 2000                    | Citroën Total Racing Súper TC 2000 Team | 14           | 2            | 2            | 2            | 4            | 154          | 5.º          |
| 2018      | TC 2000                          | Citroën Total Racing Team PSG           | 2            | 0            | 0            | 0            | 0            | -            | -            |
| 2018      | Porsche GT3 Cup Trophy Argentina | s/d                                     | 3            | 0            | 1            | 0            | 2            | 54           | 6.º          |
| 2019      | Turismo Nacional Clase 3         | MG-C Pergamino                          | 12           | 1            | 2            | 1            | 5            | 237          | 3.º          |
| 2019      | Súper TC 2000                    | Citroën Total Racing Súper TC 2000 Team | 11           | 0            | 0            | 0            | 0            | 30           | 11.º         |
| 2019      | TC 2000                          | Citroën Total Racing Team PSG           | 1            | 0            | 0            | 0            | 0            | -            | -            |
| 2019      | TC Mouras                        | A&P Competición                         | 3            | 0            | 0            | 0            | 1            | 103,75       | 26.º         |
| 2020      | Turismo Nacional Clase 3         | MG-C Pergamino                          | 8            | 1            | 0            | 1            | 2            | 170          | 3.º          |
| 2020      | TC Mouras                        | A&P Competición                         | 8            | 1            | 0            | 1            | 2            | 277,75       | 3.º          |
| 2021      | Turismo Nacional Clase 3         | GC Competición                          | 12           | 0            | 1            | 1            | 1            | 208          | 6.º          |
| 2021      | TC Pista                         | A&P Competición                         | 14           | 1            | 1            | 0            | 3            | 390.75       | 11.º         |
| 2021      | TC Pick Up                       | Alifraco Sport                          | 11           | 0            | 0            | 0            | 0            | 227.5        | 13.º         |
| 2022      | Turismo Nacional Clase 3         | Crucianelli GC Competición              | 13           | 1            | 0            | 1            | 3            | 183          | 6.º          |
| 2022      | TC Pista                         | A&P Competición                         | 15           | 3            | 2            | 2            | 3            | 451.5        | 4.º          |
| 2022      | TC Pick Up                       | Alifraco Sport                          | 10           | 0            | 0            | 1            | 1            | 176          | 19.º         |
| 2023      | Turismo Nacional Clase 3         | Crucianelli GC Competición              | 11           | 1            | 0            | 0            | 3            | 216          | 6.º          |
| 2023      | TC Pista                         | A&P Competición                         | 15           | 2            | 2            | 3            | 5            | 471.5        | 4.º          |
| 2023      | TC Pick Up                       | LCA Racing                              | 12           | 1            | 0            | 0            | 1            | 328.5        | 10.º         |
| 2024      | Turismo Nacional Clase 3         | Crucianelli GC Competición              | Disputándose | Disputándose | Disputándose | Disputándose | Disputándose | Disputándose | Disputándose |
| 2024      | Turismo Carretera                | A&P Competición                         | Disputándose | Disputándose | Disputándose | Disputándose | Disputándose | Disputándose | Disputándose |
| Fuente:   |                                  |                                         |              |              |              |              |              |              |              |

## Resultados

### TC 2000
| Año  | Equipo                        | Auto            | 1    | 2    | 3     | 4     | 5    | 6    | 7     | 8     | 9     | 10    | 11    | 12   | 13    | 14     | 15     | 16     | 17    | 18    | 19  | 20     | 21    | 22     | 23     | Res. | Puntos |
| ---- | ----------------------------- | --------------- | ---- | ---- | ----- | ----- | ---- | ---- | ----- | ----- | ----- | ----- | ----- | ---- | ----- | ------ | ------ | ------ | ----- | ----- | --- | ------ | ----- | ------ | ------ | ---- | ------ |
| 2013 |                               |                 | RC   | BA I | RAF   | AG    | LP   | CON  | OLA   | ROS   | SJO   | JUN   | BA II | PDF  |       |        |        |        |       |       |     |        |       |        |        | 22.º | 10     |
| 2013 | JM Motorsport                 | Volkswagen Bora |      | Ret  | 7     |       |      |      |       |       |       |       |       |      |       |        |        |        |       |       |     |        |       |        |        | 22.º | 10     |
| 2016 |                               |                 | SMM  | SMM  | CON I | CON I | BA I | BA I | SJO   | SJO   | LP    | LP    | CDU   | CDU  | BA II | BA II  | CON II | CON II | RAF   | RAF   | AG  | RC     | RC    | PAR    | PAR    | -    | -      |
| 2016 | DTA                           | Peugeot 408 I   |      |      |       |       |      |      |       |       |       |       |       |      |       |        |        |        |       |       | Ret |        |       |        |        | -    | -      |
| 2017 |                               |                 | AG I | AG I | BA I  | BA I  | CDU  | CDU  | PAR I | PAR I | RC    | RC    | BA II | SL   | SL    | PAR II | PAR II | AG II  | SMM   | CON   | CON | BA III |       |        |        | -    | -      |
| 2017 | DTA Racing                    | Peugeot 408 I   |      |      |       |       |      |      |       |       |       |       |       |      |       |        |        | NL     |       |       |     |        |       |        |        | -    | -      |
| 2018 |                               |                 | AG I | AG I | CDU   | CDU   | CON  | CON  | RC    | RC    | BA    | LP    | LP    | SL I | SL I  | AG II  | SMM    | SMM    | SL II | SL II | ROS | ROS    | PAR   | PAR    |        | -    | -      |
| 2018 | Citroën Total Racing Team PSG | Citroën C4 II   |      |      |       |       |      |      |       |       | Ex.   |       |       |      |       | 19     |        |        |       |       |     |        |       |        |        | -    | -      |
| 2019 |                               |                 | AG   | AG   | OLA   | OLA   | RC I | RC I | CDU   | CDU   | PAR I | PAR I | SNI   | SNI  | ROS   | ROS    | BA I   | RC II  | RC II | OBE   | OBE | BA II  | BA II | PAR II | PAR II | -    | -      |
| 2019 | Citroën Total Racing Team PSG | Citroën C4 II   |      |      |       |       |      |      |       |       |       |       |       |      |       |        | 11     |        |       |       |     |        |       |        |        | -    | -      |

### Súper TC 2000
| Año  | Equipo                                  | Auto                | 1    | 2    | 3     | 4     | 5   | 6    | 7   | 8   | 9      | 10     | 11    | 12  | 13    | 14    | 15    | 16  | 17  | 18  | 19  | 20    | 21    | 22   | Res. | Puntos |
| ---- | --------------------------------------- | ------------------- | ---- | ---- | ----- | ----- | --- | ---- | --- | --- | ------ | ------ | ----- | --- | ----- | ----- | ----- | --- | --- | --- | --- | ----- | ----- | ---- | ---- | ------ |
| 2013 |                                         |                     | BA   | ROS  | SJU   | TOA   | AG  | TRH  | JUN | SFE | GR     | LP     | SMM   | PDF |       |       |       |     |     |     |     |       |       |      | 19.º | 21     |
| 2013 | Escudería FE                            | Volkswagen Vento II |      | 12   | 14    | Ret   | 18  | 13   | 8   | 14  | 14     | 1R     | Ret   | Ret |       |       |       |     |     |     |     |       |       |      | 19.º | 21     |
| 2014 |                                         |                     | RAF  | VIE  | AG    | ROS   | TOA | BA   | RES | SFE | SFE    | SJU    | TRH   | COD | PDF   |       |       |     |     |     |     |       |       |      | 17.º | 64     |
| 2014 | FE Peugeot Junior Èquipe                | Peugeot 408 I       | 4    | 18†  | 15    | 7     | 5   | 19†  | 11  | Ret | 8      | NL     | 17†   | 7   | Ret   |       |       |     |     |     |     |       |       |      | 17.º | 64     |
| 2015 |                                         |                     | JUN  | ROS  | OBE   | TRH   | RAF | SL I | SFE | SFE | TOA    | GR     | SMM   | AG  | SL II |       |       |     |     |     |     |       |       |      | 7.º  | 141,5  |
| 2015 | Equipo Fiat Petronas                    | Fiat Linea          | 5    | 6    | 2     | 3     | 4   | 8    | 9   | 6   | Ret    | 7      | 5     | 17† | 20    |       |       |     |     |     |     |       |       |      | 7.º  | 141,5  |
| 2016 |                                         |                     | TRE  | ROS  | SMM   | AG I  | TRH | OBE  | BA  | SFE | SFE    | TOA    | SJU   | GR  | GR    | AG II |       |     |     |     |     |       |       |      | 14.º | 83     |
| 2016 | Team Peugeot Total Argentina            | Peugeot 408 I       |      | 11   | Ret   | 2     | Ex. | 8    | Ret | 13  | 5      | 23     | 2     | Ret | 5     | 20†   |       |     |     |     |     |       |       |      | 14.º | 83     |
| 2017 |                                         |                     | BA I | PDF  | SMM   | ROS   | ROS | TRH  | RAF | OBE | SFE    | SFE    | BA II | SJU | GR    | AG    |       |     |     |     |     |       |       |      | 8.º  | 133,5  |
| 2017 | Team Peugeot Total Argentina            | Peugeot 408 I       | 24†  | 1    | 6     | Ret   | 7   | 18   | 3   | 5   | Ex.    | 5      | 4     | 10  | Ret   | 10    |       |     |     |     |     |       |       |      | 8.º  | 133,5  |
| 2018 |                                         |                     | BA I | ROS  | ROS   | SMM   | PDF | RAF  | SJU | OBE | SFE    | SFE    | TRH   | SNI | BA II | AG    |       |     |     |     |     |       |       |      | 5.º  | 154    |
| 2018 | Citroën Total Racing Súper TC 2000 Team | Citroën C4 II       | Ex.  | 4    | 1     | 16    | 10  | 1    | 6   | 18† | Ret    | 2      | 11    | 11  | 2     | 4     |       |     |     |     |     |       |       |      | 5.º  | 154    |
| 2019 |                                         |                     | AG   | GR   | VIL   | ROS   | PAR | SAL  | SNI | SJU | SMM    | SMM    | BA    | RC  | CEN   |       |       |     |     |     |     |       |       |      | 11.º | 30     |
| 2019 | Citroën Total Racing Súper TC 2000 Team | Citroën C4 II       | 7    | 11   | Ret   | 6     | 6   | Ret  | Ex. | 5   | 7      | 9      | 12    |     |       |       |       |     |     |     |     |       |       |      | 11.º | 30     |
| 2021 |                                         |                     | BA I | BA I | BA II | BA II | AG  | AG   | SNI | SNI | BA III | BA III | PAR   | PAR | TOA   | TOA   | BA IV | VIL | VIL | ROS | ROS | AG II | AG II | BA V | -    | -      |
| 2021 | FDC Motor Sports                        | Citroën C4 II       |      |      |       |       |     |      |     |     |        |        |       |     |       |       | 7     |     |     |     |     |       |       |      | -    | -      |